# Kazuki Ganaha
Kazuki Ganaha (我那覇 和樹 Ganaha Kazuki?,  nacido el 26 de septiembre de 1980 en Naha, Okinawa) es un futbolista japonés que se desempeñaba como delantero.
En 2006, Ganaha jugó 6 veces y marcó 3 goles para la selección de fútbol de Japón.

## Trayectoria

### Clubes
| Club              | País  | Año         |
| ----------------- | ----- | ----------- |
| Kawasaki Frontale | Japón | 1999 - 2008 |
| Vissel Kobe       | Japón | 2009 - 2010 |
| FC Ryukyu         | Japón | 2011 - 2013 |
| Kamatamare Sanuki | Japón | 2014 -      |

### Selección nacional
| Selección | País  | Año  |
| --------- | ----- | ---- |
| Absoluta  | Japón | 2006 |

## Estadística de equipo nacional
| Selección de Japón | Selección de Japón | Selección de Japón |
| Año                | Part.              | Goles              |
| ------------------ | ------------------ | ------------------ |
| 2006               | 6                  | 3                  |
| Total              | 6                  | 3                  |